# Temporada da ATP de 2018
A temporada da ATP de 2018 foi o circuito masculino dos tenistas profissionais de elite para o ano em questão. A Associação de Tenistas Profissionais (ATP) organiza a maioria dos eventos – os ATP World Tour Masters 1000, ATP World Tour 500, os ATP World Tour 250, o de fim de temporada (ATP Finals) e o ATP Next Gen Finals, enquanto que a Federação Internacional de Tênis (ITF) tem os torneios do Grand Slam, a Copa Davis e a Copa Hopman.

## Calendário

### Países
| Torneios | País(es)                                                                           | País(es)                                                                |
| -------- | ---------------------------------------------------------------------------------- | ----------------------------------------------------------------------- |
| 11       | Estados Unidos                                                                     | Estados Unidos                                                          |
| 8        | França                                                                             | França                                                                  |
| 4        | Alemanha · Austrália                                                               | China · Grã-Bretanha                                                    |
| 3        | Suíça                                                                              | Suíça                                                                   |
| 2        | Áustria · Brasil · Espanha · Itália · México                                       | Países Baixos · Rússia · Suécia · Turquia                               |
| 1        | Argentina · Bélgica · Bulgária · Canadá · Catar · Croácia · Emirados Árabes Unidos | Equador · Hungria · Índia · Japão · Marrocos · Nova Zelândia · Portugal |

### Mês a mês

#### Legenda
Abaixo estão exemplos, com explicações usando o elemento dica de contexto. Basta passar o cursor sobre cada linha pontilhada para lê-las.
| Semana de                   | Torneio                                                                                        | Campeã(s)(o/ões)            | Vice-campeã(s)(o/ões)     | Resultado            |
| --------------------------- | ---------------------------------------------------------------------------------------------- | --------------------------- | ------------------------- | -------------------- |
| 16 de janeiro 23 de janeiro | Australian Open · Melbourne, Austrália · Grand Slam · A$ 12.176.550 – duro – 128S•96Q•64D•32DM | jogador(a) 1                | jogador(a) 2              | 7–61, 4–6, 7–6(10–6) |
| 16 de janeiro 23 de janeiro | Australian Open · Melbourne, Austrália · Grand Slam · A$ 12.176.550 – duro – 128S•96Q•64D•32DM | jogador(a) 3 · jogador(a) 4 | jogador(a) 5 jogador(a) 6 | 4–6, 6–4, [11–9]     |
| 16 de janeiro 23 de janeiro | Australian Open · Melbourne, Austrália · Grand Slam · A$ 12.176.550 – duro – 128S•96Q•64D•32DM | jogadora 7 jogador 8        | jogadora 9 jogador 10     | 6–2, 4–6, [10–3]     |

| Casos excepcionais | Premiação               | Grand Slam | Grand Slam | Grand Slam |
| Casos excepcionais | Premiação               | Variável   |            |            |
| Casos excepcionais | Número de participantes | QD         | E          |            |
| Casos excepcionais | Ordenação dos torneios  |            |            |            |

| Ícones | Clicável      |                                        |                                           |
| Ícones | Clicável      | edição do torneio                      |                                           |
| Ícones | Não-clicáveis |                                        | primeiro título conquistado na modalidade |
| Ícones | Não-clicáveis | o(a) jogador(a)/país defendeu o título |                                           |

#### Janeiro
| Semana de                   | Torneio | Campeã(s)(o/ões)                                                                          | Vice-campeã(s)(o/ões)                                                                  | Resultado                |
| --------------------------- | --- | ----------------------------------------------------------------------------------------- | -------------------------------------------------------------------------------------- | ------------------------ |
| 1º de janeiro               | Brisbane International Brisbane, Austrália ATP World Tour 250 US$ 528.910 – duro – 30S•32Q•16D | Nick Kyrgios                                                                              | Ryan Harrison                                                                          | 6–4, 6–2                 |
| 1º de janeiro               | Brisbane International Brisbane, Austrália ATP World Tour 250 US$ 528.910 – duro – 30S•32Q•16D | Henri Kontinen John Peers                                                                 | Leonardo Mayer Horacio Zeballos                                                        | 3–6, 6–3, [10–2]         |
| 1º de janeiro               | Qatar ExxonMobil Open Doha, Catar ATP World Tour 250 US$ 1.386.665 – duro – 32S•16Q•16D | Gaël Monfils                                                                              | Andrey Rublev                                                                          | 6–2, 6–3                 |
| 1º de janeiro               | Qatar ExxonMobil Open Doha, Catar ATP World Tour 250 US$ 1.386.665 – duro – 32S•16Q•16D | Oliver Marach Mate Pavić                                                                  | Jamie Murray Bruno Soares                                                              | 6–2, 7–65                |
| 1º de janeiro               | Tata Open Maharashtra Pune, Índia ATP World Tour 250 US$ 561.345 – duro – 28S•16Q•16D | Gilles Simon                                                                              | Kevin Anderson                                                                         | 7–64, 6–2                |
| 1º de janeiro               | Tata Open Maharashtra Pune, Índia ATP World Tour 250 US$ 561.345 – duro – 28S•16Q•16D | Robin Haase Matwé Middelkoop                                                              | Pierre-Hugues Herbert Gilles Simon                                                     | 7–65, 7–65               |
| 1º de janeiro               | Mastercard Hopman Cup Perth, Austrália Competição de curta duração entre países – mista duro (coberto) – 8E | Suíça · Belinda Bencic · Roger Federer                                                    | Alemanha · Angelique Kerber · Alexander Zverev                                         | 2–1                      |
| 8 de janeiro                | ASB Classic Auckland, Nova Zelândia ATP World Tour 250 US$ 561.345 – duro – 28S•16Q•16D | Roberto Bautista Agut                                                                     | Juan Martín del Potro                                                                  | 6–1, 4–6, 7–5            |
| 8 de janeiro                | ASB Classic Auckland, Nova Zelândia ATP World Tour 250 US$ 561.345 – duro – 28S•16Q•16D | Oliver Marach Mate Pavić                                                                  | Max Mirnyi Philipp Oswald                                                              | 6–4, 5–7, [10–7]         |
| 8 de janeiro                | Sydney International Sydney, Austrália ATP World Tour 250 US$ 799.000 – duro – 28S•16Q•16D | Daniil Medvedev                                                                           | Alex de Minaur                                                                         | 1–6, 6–4, 7–5            |
| 8 de janeiro                | Sydney International Sydney, Austrália ATP World Tour 250 US$ 799.000 – duro – 28S•16Q•16D | Łukasz Kubot Marcelo Melo                                                                 | Jan-Lennard Struff Viktor Troicki                                                      | 6–3, 6–4                 |
| 15 de janeiro 22 de janeiro | Australian Open Melbourne, Austrália Grand Slam A$ 25.396.000 – duro – 128S•128Q•64D•32DM | Roger Federer                                                                             | Marin Čilić                                                                            | 6–2, 56–7, 6–3, 3–6, 6–1 |
| 15 de janeiro 22 de janeiro | Australian Open Melbourne, Austrália Grand Slam A$ 25.396.000 – duro – 128S•128Q•64D•32DM | Oliver Marach Mate Pavić                                                                  | Juan Sebastián Cabal Robert Farah                                                      | 6–4, 6–4                 |
| 15 de janeiro 22 de janeiro | Australian Open Melbourne, Austrália Grand Slam A$ 25.396.000 – duro – 128S•128Q•64D•32DM | Gabriela Dabrowski Mate Pavić                                                             | Tímea Babos Rohan Bopanna                                                              | 2–6, 6–4, [11–9]         |
| 29 de janeiro               | Copa Davis: primeira fase Albertville, França – duro (coberto) Morioka, Japão – duro (coberto) Marbella, Espanha – saibro Brisbane, Austrália – duro Astana, Cazaquistão – duro (coberto) Osijek, Croácia – saibro (coberto) Niš, Sérvia – saibro (coberto) Liège, Bélgica – duro (coberto) Competição de longa duração entre países – 16E | · França · Itália · Espanha · Alemanha · Cazaquistão · Croácia · Estados Unidos · Bélgica | · Países Baixos · Japão · Grã-Bretanha · Austrália · Suíça · Canadá · Sérvia · Hungria | 3–1 4–1 3–1 3–2          |

#### Fevereiro
| Semana de       | Torneio | Campeão(s)                              | Vice-campeão(s)                    | Resultado         |
| --------------- | --- | --------------------------------------- | ---------------------------------- | ----------------- |
| 5 de fevereiro  | Open Sud de France Montpellier, França ATP World Tour 250 € 561.345 – duro (coberto) – 28S•16Q•16D                           | Lucas Pouille                           | Richard Gasquet                    | 7–62, 6–4         |
| 5 de fevereiro  | Open Sud de France Montpellier, França ATP World Tour 250 € 561.345 – duro (coberto) – 28S•16Q•16D                           | Ken Skupski · Neal Skupski              | Ben McLachlan Hugo Nys             | 7–62, 6–4         |
| 5 de fevereiro  | Ecuador Open Quito, Equador ATP World Tour 250 US$ 561.345 – saibro – 28S•14Q•16D                                            | Roberto Carballés Baena                 | Albert Ramos-Viñolas               | 6–3, 4–6, 6–4     |
| 5 de fevereiro  | Ecuador Open Quito, Equador ATP World Tour 250 US$ 561.345 – saibro – 28S•14Q•16D                                            | Nicolás Jarry · Hans Podlipnik-Castillo | Austin Krajicek Jackson Withrow    | 7–66, 6–3         |
| 5 de fevereiro  | Diema Xtra Sofia Open Sófia, Bulgária ATP World Tour 250 € 561.345 – duro (coberto) – 28S•16Q•16D                            | Mirza Bašić                             | Marius Copil                       | 7–66, 46–7, 6–4   |
| 5 de fevereiro  | Diema Xtra Sofia Open Sófia, Bulgária ATP World Tour 250 € 561.345 – duro (coberto) – 28S•16Q•16D                            | Robin Haase Matwé Middelkoop            | Nikola Mektić Alexander Peya       | 5–7, 6–4, [10–4]  |
| 12 de fevereiro | ABN AMRO World Tennis Tournament Roterdã, Países Baixos ATP World Tour 500 € 1.996.245 – duro (coberto) – 32S•16Q•16D•4QD    | Roger Federer                           | Grigor Dimitrov                    | 6–2, 6–2          |
| 12 de fevereiro | ABN AMRO World Tennis Tournament Roterdã, Países Baixos ATP World Tour 500 € 1.996.245 – duro (coberto) – 32S•16Q•16D•4QD    | Pierre-Hugues Herbert Nicolas Mahut     | Oliver Marach Mate Pavić           | 2–6, 6–2, [10–7]  |
| 12 de fevereiro | Argentina Open Buenos Aires, Argentina ATP World Tour 250 US$ 648.180 – saibro – 28S•16Q•16D                                 | Dominic Thiem                           | Aljaž Bedene                       | 6–2, 6–4          |
| 12 de fevereiro | Argentina Open Buenos Aires, Argentina ATP World Tour 250 US$ 648.180 – saibro – 28S•16Q•16D                                 | Andrés Molteni Horacio Zeballos         | Juan Sebastián Cabal Robert Farah  | 6–3, 5–7, [10–3]  |
| 12 de fevereiro | New York Open Nova York, Estados Unidos ATP World Tour 250 US$ 748.450 – duro (coberto) – 28S•16Q•16D                        | Kevin Anderson                          | Sam Querrey                        | 4–6, 6–3, 7–61    |
| 12 de fevereiro | New York Open Nova York, Estados Unidos ATP World Tour 250 US$ 748.450 – duro (coberto) – 28S•16Q•16D                        | Max Mirnyi Philipp Oswald               | Wesley Koolhof Artem Sitak         | 6–4, 4–6, [10–6]  |
| 19 de fevereiro | Rio Open Rio de Janeiro, Brasil ATP World Tour 500 US$ 1.842.475 – saibro – 32S•16Q•16D•4QD                                  | Diego Schwartzman                       | Fernando Verdasco                  | 6–2, 6–3          |
| 19 de fevereiro | Rio Open Rio de Janeiro, Brasil ATP World Tour 500 US$ 1.842.475 – saibro – 32S•16Q•16D•4QD                                  | David Marrero Fernando Verdasco         | Nikola Mektić Alexander Peya       | 5–7, 7–5, [10–8]  |
| 19 de fevereiro | Delray Beach Open Delray Beach, Estados Unidos ATP World Tour 250 US$ 622.675 – duro – 32S•16Q•16D                           | Frances Tiafoe                          | Peter Gojowczyk                    | 6–1, 6–4          |
| 19 de fevereiro | Delray Beach Open Delray Beach, Estados Unidos ATP World Tour 250 US$ 622.675 – duro – 32S•16Q•16D                           | Jack Sock · Jackson Withrow             | Nicholas Monroe John-Patrick Smith | 4–6, 6–4, [10–8]  |
| 19 de fevereiro | Open 13 Provence Marselha, França ATP World Tour 250 € 718.810 – duro (coberto) – 28S•16Q•16D                                | Karen Khachanov                         | Lucas Pouille                      | 7–5, 3–6, 7–5     |
| 19 de fevereiro | Open 13 Provence Marselha, França ATP World Tour 250 € 718.810 – duro (coberto) – 28S•16Q•16D                                | Raven Klaasen Michael Venus             | Marcus Daniell Dominic Inglot      | 26–7, 6–3, [10–4] |
| 26 de fevereiro | Abierto Mexicano Telcel Acapulco, México ATP World Tour 500 US$ 1.789.445 – duro – 32S•16Q•16D•3QD                           | Juan Martín del Potro                   | Kevin Anderson                     | 6–4, 6–4          |
| 26 de fevereiro | Abierto Mexicano Telcel Acapulco, México ATP World Tour 500 US$ 1.789.445 – duro – 32S•16Q•16D•3QD                           | Jamie Murray · Bruno Soares             | Bob Bryan Mike Bryan               | 7–64, 7–5         |
| 26 de fevereiro | Dubai Duty Free Tennis Championships Dubai, Emirados Árabes Unidos ATP World Tour 500 US$ 3.057.135 – duro – 32S•16Q•16D•4QD | Roberto Bautista Agut                   | Lucas Pouille                      | 6–3, 6–4          |
| 26 de fevereiro | Dubai Duty Free Tennis Championships Dubai, Emirados Árabes Unidos ATP World Tour 500 US$ 3.057.135 – duro – 32S•16Q•16D•4QD | Jean-Julien Rojer · Horia Tecău         | James Cerretani Leander Paes       | 6–2, 7–62         |
| 26 de fevereiro | Brasil Open São Paulo, Brasil ATP World Tour 250 US$ 582.870 – saibro (coberto) – 28S•16Q•16D                                | Fabio Fognini                           | Nicolás Jarry                      | 1–6, 6–1, 6–4     |
| 26 de fevereiro | Brasil Open São Paulo, Brasil ATP World Tour 250 US$ 582.870 – saibro (coberto) – 28S•16Q•16D                                | Federico Delbonis · Horacio Zeballos    | Juan Sebastián Cabal Robert Farah  | 6–3, 5–7, [10–3]  |

#### Março
| Semana de               | Torneio | Campeão(s)            | Vice-campeão(s)               | Resultado         |
| ----------------------- | --- | --------------------- | ----------------------------- | ----------------- |
| 5 de março 12 de março  | BNP Paribas Open Indian Wells, Estados Unidos ATP World Tour Masters 1000 US$ 7.972.535 – duro – 96S•48Q•32D | Juan Martín del Potro | Roger Federer                 | 6–4, 86–7, 7–62   |
| 5 de março 12 de março  | BNP Paribas Open Indian Wells, Estados Unidos ATP World Tour Masters 1000 US$ 7.972.535 – duro – 96S•48Q•32D | John Isner Jack Sock  | Bob Bryan Mike Bryan          | 7–64, 7–62        |
| 19 de março 26 de março | Miami Open Miami, Estados Unidos ATP World Tour Masters 1000 US$ 7.972.535 – duro – 96S•48Q•32D              | John Isner            | Alexander Zverev              | 46–7, 6–4, 6–4    |
| 19 de março 26 de março | Miami Open Miami, Estados Unidos ATP World Tour Masters 1000 US$ 7.972.535 – duro – 96S•48Q•32D              | Bob Bryan Mike Bryan  | Karen Khachanov Andrey Rublev | 4–6, 7–65, [10–4] |

#### Abril
| Semana de   | Torneio | Campeão(s)                                    | Vice-campeão(s)                             | Resultado         |
| ----------- | --- | --------------------------------------------- | ------------------------------------------- | ----------------- |
| 2 de abril  | Copa Davis: quartas de final Gênova, Itália – saibro Valência, Espanha – saibro Varaždin, Croácia – saibro (coberto) Nashville, Estados Unidos – duro (coberto) Competição de longa duração entre países – 16E | · França · Espanha · Croácia · Estados Unidos | · Itália · Alemanha · Cazaquistão · Bélgica | 3–1 3–2 3–1 4–0   |
| 9 de abril  | Fayez Saforim & Co. U.S. Men's Clay Court Championship Houston, Estados Unidos ATP World Tour 250 US$ 623.710 – saibro – 28S•16Q•16D                                                                           | Steve Johnson                                 | Tennys Sandgren                             | 7–62, 2–6, 6–4    |
| 9 de abril  | Fayez Saforim & Co. U.S. Men's Clay Court Championship Houston, Estados Unidos ATP World Tour 250 US$ 623.710 – saibro – 28S•16Q•16D                                                                           | Max Mirnyi Philipp Oswald                     | Andre Begemann Antonio Šančić               | 26–7, 6–4, [11–9] |
| 9 de abril  | Grand Prix Hassan II Marraquexe, Marrocos ATP World Tour 250 € 561.345 – saibro – 32S•16Q•16D | Pablo Andújar                                 | Kyle Edmund                                 | 6–2, 6–2          |
| 9 de abril  | Grand Prix Hassan II Marraquexe, Marrocos ATP World Tour 250 € 561.345 – saibro – 32S•16Q•16D | Nikola Mektić Alexander Peya                  | Benoît Paire Édouard Roger-Vasselin         | 7–5, 3–6, [10–7]  |
| 16 de abril | Rolex Monte-Carlo Masters Roquebrune-Cap-Martin, França ATP World Tour Masters 1000 € 5.238.735 – saibro – 56S•28Q•24D                                                                                         | Rafael Nadal                                  | Kei Nishikori                               | 6–3, 6–2          |
| 16 de abril | Rolex Monte-Carlo Masters Roquebrune-Cap-Martin, França ATP World Tour Masters 1000 € 5.238.735 – saibro – 56S•28Q•24D                                                                                         | Bob Bryan Mike Bryan                          | Oliver Marach Mate Pavić                    | 7–65, 6–3         |
| 23 de abril | Barcelona Open Banc Sabadell Barcelona, Espanha ATP World Tour 500 € 2.794.220 – saibro – 48S•24Q•16D•4QD | Rafael Nadal                                  | Stefanos Tsitsipas                          | 6–2, 6–1          |
| 23 de abril | Barcelona Open Banc Sabadell Barcelona, Espanha ATP World Tour 500 € 2.794.220 – saibro – 48S•24Q•16D•4QD | Feliciano López Marc López                    | Aisam-ul-Haq Qureshi Jean-Julien Rojer      | 7–65, 6–4         |
| 23 de abril | Gazprom Hungarian Open Budapeste, Hungria ATP World Tour 250 € 561.345 – saibro – 28S•16Q•16D | Marco Cecchinato                              | John Millman                                | 7–5, 6–4          |
| 23 de abril | Gazprom Hungarian Open Budapeste, Hungria ATP World Tour 250 € 561.345 – saibro – 28S•16Q•16D | Dominic Inglot · Franko Škugor                | Matwé Middelkoop Andrés Molteni             | 86–7, 6–1, [10–8] |
| 30 de abril | Millennium Estoril Open Estoril, Portugal ATP World Tour 250 € 561.345 – saibro – 28S•16Q•16D | João Sousa                                    | Frances Tiafoe                              | 6–4, 6–4          |
| 30 de abril | Millennium Estoril Open Estoril, Portugal ATP World Tour 250 € 561.345 – saibro – 28S•16Q•16D | Kyle Edmund · Cameron Norrie                  | Wesley Koolhof Artem Sitak                  | 6–4, 6–2          |
| 30 de abril | TEB BNP Paribas Istanbul Open Istambul, Turquia ATP World Tour 250 € 486.145 – saibro – 28S•16Q•16D | Taro Daniel                                   | Malek Jaziri                                | 7–64, 6–4         |
| 30 de abril | TEB BNP Paribas Istanbul Open Istambul, Turquia ATP World Tour 250 € 486.145 – saibro – 28S•16Q•16D | Dominic Inglot Robert Lindstedt               | Ben McLachlan Nicholas Monroe               | 3–6, 6–3, [10–8]  |
| 30 de abril | BMW Open Munique, Alemanha ATP World Tour 250 € 561.345 – saibro – 28S•16Q•16D | Alexander Zverev                              | Philipp Kohlschreiber                       | 6–3, 6–3          |
| 30 de abril | BMW Open Munique, Alemanha ATP World Tour 250 € 561.345 – saibro – 28S•16Q•16D | Ivan Dodig Rajeev Ram                         | Nikola Mektić Alexander Peya                | 6–3, 7–5          |

#### Maio
| Semana de             | Torneio                                                                                                 | Campeã(s)(o/ões)                    | Vice-campeã(s)(o/ões)          | Resultado         |
| --------------------- | --- | ----------------------------------- | ------------------------------ | ----------------- |
| 7 de maio             | Mutua Madrid Open Madri, Espanha ATP World Tour Masters 1000 € 7.190.930 – saibro – 56S•28Q•24D         | Alexander Zverev                    | Dominic Thiem                  | 6–4, 6–4          |
| 7 de maio             | Mutua Madrid Open Madri, Espanha ATP World Tour Masters 1000 € 7.190.930 – saibro – 56S•28Q•24D         | Nikola Mektić Alexander Peya        | Bob Bryan Mike Bryan           | 5–3, ab.          |
| 14 de maio            | Internazionali BNL d'Italia Roma, Itália ATP World Tour Masters 1000 € 5.444.985 – saibro – 56S•28Q•24D | Rafael Nadal                        | Alexander Zverev               | 6–1, 1–6, 6–3     |
| 14 de maio            | Internazionali BNL d'Italia Roma, Itália ATP World Tour Masters 1000 € 5.444.985 – saibro – 56S•28Q•24D | Juan Sebastián Cabal Robert Farah   | Pablo Carreño Busta João Sousa | 3–6, 6–4, [10–4]  |
| 21 de maio            | Banque Eric Sturdza Geneva Open Genebra, Suíça ATP World Tour 250 € 561.345 – saibro – 28S•16Q•16D      | Márton Fucsovics                    | Peter Gojowczyk                | 6–2, 6–2          |
| 21 de maio            | Banque Eric Sturdza Geneva Open Genebra, Suíça ATP World Tour 250 € 561.345 – saibro – 28S•16Q•16D      | Oliver Marach Mate Pavić            | Ivan Dodig Rajeev Ram          | 3–6, 7–63, [11–9] |
| 21 de maio            | Open Parc Auvergne-Rhône-Alpes Lyon Lyon, França ATP World Tour 250 € 561.345 – saibro – 28S•16Q•16D    | Dominic Thiem                       | Gilles Simon                   | 3–6, 7–61, 6–1    |
| 21 de maio            | Open Parc Auvergne-Rhône-Alpes Lyon Lyon, França ATP World Tour 250 € 561.345 – saibro – 28S•16Q•16D    | Nick Kyrgios · Jack Sock            | Roman Jebavý Matwé Middelkoop  | 7–5, 2–6, [11–9]  |
| 28 de maio 4 de junho | Torneio de Roland Garros Paris, França Grand Slam € 18.660.250 – saibro – 128S•128Q•64D•32DM            | Rafael Nadal                        | Dominic Thiem                  | 6–4, 6–3, 6–2     |
| 28 de maio 4 de junho | Torneio de Roland Garros Paris, França Grand Slam € 18.660.250 – saibro – 128S•128Q•64D•32DM            | Pierre-Hugues Herbert Nicolas Mahut | Oliver Marach Mate Pavić       | 6–2, 7–64         |
| 28 de maio 4 de junho | Torneio de Roland Garros Paris, França Grand Slam € 18.660.250 – saibro – 128S•128Q•64D•32DM            | Latisha Chan · Ivan Dodig           | Gabriela Dabrowski Mate Pavić  | 6–1, 56–7, [10–8] |

#### Junho
| Semana de   | Torneio                                                                                                | Campeão(s)                            | Vice-campeão(s)                   | Resultado         |
| ----------- | --- | ------------------------------------- | --------------------------------- | ----------------- |
| 11 de junho | Libéma Open 's-Hertogenbosch, Países Baixos ATP World Tour 250 € 686.080 – grama – 28S•16Q•16D         | Richard Gasquet                       | Jérémy Chardy                     | 6–3, 7–65         |
| 11 de junho | Libéma Open 's-Hertogenbosch, Países Baixos ATP World Tour 250 € 686.080 – grama – 28S•16Q•16D         | Dominic Inglot Franko Škugor          | Raven Klaasen Michael Venus       | 7–63, 7–5         |
| 11 de junho | MercedesCup Stuttgart, Alemanha ATP World Tour 250 € 729.340 – grama – 28S•16Q•16D                     | Roger Federer                         | Milos Raonic                      | 6–4, 7–63         |
| 11 de junho | MercedesCup Stuttgart, Alemanha ATP World Tour 250 € 729.340 – grama – 28S•16Q•16D                     | Philipp Petzschner · Tim Pütz         | Robert Lindstedt Marcin Matkowski | 7–65, 6–3         |
| 18 de junho | Gerry Weber Open Halle, Alemanha ATP World Tour 500 € 2.116.915 – grama – 32S•16Q•16D•4QD              | Borna Ćorić                           | Roger Federer                     | 7–66, 3–6, 6–2    |
| 18 de junho | Gerry Weber Open Halle, Alemanha ATP World Tour 500 € 2.116.915 – grama – 32S•16Q•16D•4QD              | Łukasz Kubot · Marcelo Melo           | Alexander Zverev Mischa Zverev    | 7–61, 6–4         |
| 18 de junho | Fever-Tree Championships Londres, Reino Unido ATP World Tour 500 € 2.116.915 – grama – 32S•16Q•16D•4QD | Marin Čilić                           | Novak Djokovic                    | 5–7, 7–64, 6–3    |
| 18 de junho | Fever-Tree Championships Londres, Reino Unido ATP World Tour 500 € 2.116.915 – grama – 32S•16Q•16D•4QD | Henri Kontinen John Peers             | Jamie Murray Bruno Soares         | 6–4, 6–3          |
| 25 de junho | Turkish Airlines Open Antalya Antália, Turquia ATP World Tour 250 € 486.145 – grama – 28S•16Q•16D      | Damir Džumhur                         | Adrian Mannarino                  | 6–1, 1–6, 6–1     |
| 25 de junho | Turkish Airlines Open Antalya Antália, Turquia ATP World Tour 250 € 486.145 – grama – 28S•16Q•16D      | Marcelo Demoliner · Santiago González | Sander Arends Matwé Middelkoop    | 7–5, 66–7, [10–8] |
| 25 de junho | Nature Valley International Eastbourne, Reino Unido ATP World Tour 250 € 721.085 – grama – 28S•16Q•16D | Mischa Zverev                         | Lukáš Lacko                       | 6–4, 6–4          |
| 25 de junho | Nature Valley International Eastbourne, Reino Unido ATP World Tour 250 € 721.085 – grama – 28S•16Q•16D | Luke Bambridge · Jonny O'Mara         | Ken Skupski Neal Skupski          | 7–5, 6–4          |

#### Julho
| Semana de             | Torneio | Campeã(s)(o/ões)                            | Vice-campeã(s)(o/ões)                     | Resultado                |
| --------------------- | --- | ------------------------------------------- | ----------------------------------------- | ------------------------ |
| 2 de julho 9 de julho | Torneio de Wimbledon Londres, Reino Unido Grand Slam £ 16.184.500 – grama – 128S•128Q•64D•16QD•48DM                  | Novak Djokovic                              | Kevin Anderson                            | 6–2, 6–2, 7–63           |
| 2 de julho 9 de julho | Torneio de Wimbledon Londres, Reino Unido Grand Slam £ 16.184.500 – grama – 128S•128Q•64D•16QD•48DM                  | Mike Bryan Jack Sock                        | Raven Klaasen Michael Venus               | 6–3, 96–7, 6–3, 5–7, 7–5 |
| 2 de julho 9 de julho | Torneio de Wimbledon Londres, Reino Unido Grand Slam £ 16.184.500 – grama – 128S•128Q•64D•16QD•48DM                  | Nicole Melichar · Alexander Peya            | Victoria Azarenka Jamie Murray            | 7–61, 6–3                |
| 16 de julho           | SkiStar Swedish Open Båstad, Suécia ATP World Tour 250 € 561.345 – saibro – 28S•16Q•16D                              | Fabio Fognini                               | Richard Gasquet                           | 6–3, 3–6, 6–1            |
| 16 de julho           | SkiStar Swedish Open Båstad, Suécia ATP World Tour 250 € 561.345 – saibro – 28S•16Q•16D                              | Julio Peralta Horacio Zeballos              | Simone Bolelli Fabio Fognini              | 6–3, 6–4                 |
| 16 de julho           | Dell Technologies Hall of Fame Open Newport, Estados Unidos ATP World Tour 250 US$ US$ 623.710 – grama – 28S•16Q•16D | Steve Johnson                               | Ramkumar Ramanathan                       | 7–5, 3–6, 6–2            |
| 16 de julho           | Dell Technologies Hall of Fame Open Newport, Estados Unidos ATP World Tour 250 US$ US$ 623.710 – grama – 28S•16Q•16D | Jonathan Erlich Artem Sitak                 | Marcelo Arévalo Miguel Ángel Reyes-Varela | 6-1, 6-2                 |
| 16 de julho           | Plava Laguna Croatia Open Umag Umago, Croácia ATP World Tour 250 € 561.345 – saibro – 28S•16Q•16D                    | Marco Cecchinato                            | Guido Pella                               | 6–2, 7–64                |
| 16 de julho           | Plava Laguna Croatia Open Umag Umago, Croácia ATP World Tour 250 € 561.345 – saibro – 28S•16Q•16D                    | Robin Haase Matwé Middelkoop                | Jiří Veselý Roman Jebavý                  | 6–4, 6–4                 |
| 23 de julho           | German Open Hamburgo, Alemanha ATP World Tour 500 € 1.753.255 – saibro – 32S•16Q•16D•4QD                             | Nikoloz Basilashvili                        | Leonardo Mayer                            | 6–4, 0–6, 7–5            |
| 23 de julho           | German Open Hamburgo, Alemanha ATP World Tour 500 € 1.753.255 – saibro – 32S•16Q•16D•4QD                             | Julio Peralta Horacio Zeballos              | Oliver Marach Mate Pavić                  | 6–1, 4–6, [10–6]         |
| 23 de julho           | BB&T Atlanta Open Atlanta, Estados Unidos ATP World Tour 250 US$ 748.450 – duro – 28S•16Q•16D                        | John Isner                                  | Ryan Harrison                             | 5–7, 6–3, 6–4            |
| 23 de julho           | BB&T Atlanta Open Atlanta, Estados Unidos ATP World Tour 250 US$ 748.450 – duro – 28S•16Q•16D                        | Nicholas Monroe · John-Patrick Smith        | Ryan Harrison Rajeev Ram                  | 3–6, 7–65, [10–8]        |
| 23 de julho           | J. Safra Sarasin Swiss Open Gstaad Gstaad, Suíça ATP World Tour 250 € 561.345 – saibro – 28S•16Q•16D                 | Matteo Berrettini                           | Roberto Bautista Agut                     | 7–69, 6–4                |
| 23 de julho           | J. Safra Sarasin Swiss Open Gstaad Gstaad, Suíça ATP World Tour 250 € 561.345 – saibro – 28S•16Q•16D                 | Matteo Berrettini · Daniele Bracciali       | Denys Molchanov Igor Zelenay              | 7–62, 7–65               |
| 30 de julho           | Citi Open Washington, Estados Unidos ATP World Tour 500 US$ 2.146.815 – duro – 48S•19Q•16D•3QD                       | Alexander Zverev                            | Alex de Minaur                            | 6–2, 6–4                 |
| 30 de julho           | Citi Open Washington, Estados Unidos ATP World Tour 500 US$ 2.146.815 – duro – 48S•19Q•16D•3QD                       | Jamie Murray Bruno Soares                   | Mike Bryan Edouard Roger-Vasselin         | 3–6, 6–3, [10–4]         |
| 30 de julho           | Abierto Mexicano de Tenis Mifel Cabo San Lucas, México ATP World Tour 250 US$ 808.770 – duro – 28S•15Q•16D           | Fabio Fognini                               | Juan Martín del Potro                     | 6–4, 6–2                 |
| 30 de julho           | Abierto Mexicano de Tenis Mifel Cabo San Lucas, México ATP World Tour 250 US$ 808.770 – duro – 28S•15Q•16D           | Marcelo Arévalo · Miguel Ángel Reyes-Varela | Taylor Fritz Thanasi Kokkinakis           | 6–4, 6–4                 |
| 30 de julho           | Generali Open Kitzbühel, Áustria ATP World Tour 250 € 561.345 – saibro – 28S•16Q•16D                                 | Martin Kližan                               | Denis Istomin                             | 6–2, 6–2                 |
| 30 de julho           | Generali Open Kitzbühel, Áustria ATP World Tour 250 € 561.345 – saibro – 28S•16Q•16D                                 | Roman Jebavý Andrés Molteni                 | Daniele Bracciali Federico Delbonis       | 6–2, 6–4                 |

#### Agosto
| Semana de                  | Torneio | Campeã(s)(o/ões)                     | Vice-campeã(s)(o/ões)             | Resultado         |
| -------------------------- | --- | ------------------------------------ | --------------------------------- | ----------------- |
| 6 agosto                   | Rogers Cup Toronto, Canadá ATP World Tour Masters 1000 US$ 5.939.970 – duro – 56S•28Q•24D                         | Rafael Nadal                         | Stefanos Tsitsipas                | 6–2, 7–64         |
| 6 agosto                   | Rogers Cup Toronto, Canadá ATP World Tour Masters 1000 US$ 5.939.970 – duro – 56S•28Q•24D                         | Henri Kontinen John Peers            | Raven Klaasen Michael Venus       | 6–2, 76–7, [10–6] |
| 13 de agosto               | Western & Southern Open Cincinnati, Estados Unidos ATP World Tour Masters 1000 US$ 6.335.970 – duro – 56S•28Q•24D | Novak Djokovic                       | Roger Federer                     | 6–4, 6–4          |
| 13 de agosto               | Western & Southern Open Cincinnati, Estados Unidos ATP World Tour Masters 1000 US$ 6.335.970 – duro – 56S•28Q•24D | Jamie Murray Bruno Soares            | Juan Sebastián Cabal Robert Farah | 4–6, 6–3, [10–6]  |
| 20 de agosto               | Winston-Salem Open Winston-Salem, Estados Unidos ATP World Tour 250 US$ 778.070 – duro – 48S•16Q•16D              | Daniil Medvedev                      | Steve Johnson                     | 6–4, 6–4          |
| 20 de agosto               | Winston-Salem Open Winston-Salem, Estados Unidos ATP World Tour 250 US$ 778.070 – duro – 48S•16Q•16D              | Jean-Julien Rojer · Horia Tecău      | James Cerretani Leander Paes      | 6–4, 6–2          |
| 27 de agosto 3 de setembro | US Open Nova York, Estados Unidos Grand Slam US$ 25.282.920 – duro – 128S•128Q•64D•32DM                           | Novak Djokovic                       | Juan Martín del Potro             | 6–3, 7–64, 6–3    |
| 27 de agosto 3 de setembro | US Open Nova York, Estados Unidos Grand Slam US$ 25.282.920 – duro – 128S•128Q•64D•32DM                           | Mike Bryan Jack Sock                 | Łukasz Kubot Marcelo Melo         | 6–3, 6–1          |
| 27 de agosto 3 de setembro | US Open Nova York, Estados Unidos Grand Slam US$ 25.282.920 – duro – 128S•128Q•64D•32DM                           | Bethanie Mattek-Sands · Jamie Murray | Alicja Rosolska Nikola Mektić     | 2–6, 6–3, [11–9]  |

#### Setembro
| Semana de      | Torneio | Campeão(s)                             | Vice-campeão(s)                       | Resultado      |
| -------------- | --- | -------------------------------------- | ------------------------------------- | -------------- |
| 10 de setembro | Copa Davis: semifinais Lille, França – duro (coberto) Split, Croácia – saibro Competição de longa duração entre países – 16E | · França · Croácia                     | · Espanha · Estados Unidos            | 3–2 3–2        |
| 17 de setembro | Moselle Open Metz, França ATP World Tour 250 € 561.345 – duro (coberto) – 28S•16Q•16D                                        | Gilles Simon                           | Matthias Bachinger                    | 7–62, 6–1      |
| 17 de setembro | Moselle Open Metz, França ATP World Tour 250 € 561.345 – duro (coberto) – 28S•16Q•16D                                        | Nicolas Mahut · Édouard Roger-Vasselin | Ken Skupski Neal Skupski              | 6–1, 7–5       |
| 17 de setembro | St. Petersburg Open São Petersburgo, Rússia ATP World Tour 250 US$ 1.241.850 – duro (coberto) – 28S•16Q•16D                  | Dominic Thiem                          | Martin Kližan                         | 6–3, 6–1       |
| 17 de setembro | St. Petersburg Open São Petersburgo, Rússia ATP World Tour 250 US$ 1.241.850 – duro (coberto) – 28S•16Q•16D                  | Matteo Berrettini Fabio Fognini        | Roman Jebavý Matwé Middelkoop         | 7–66, 7–64     |
| 24 de setembro | Chengdu Open Chengdu, China ATP World Tour 250 US$ 1.183.360 – duro – 28S•16Q•16D                                            | Bernard Tomic                          | Fabio Fognini                         | 6–1, 3–6, 7–67 |
| 24 de setembro | Chengdu Open Chengdu, China ATP World Tour 250 US$ 1.183.360 – duro – 28S•16Q•16D                                            | Ivan Dodig Mate Pavić                  | Austin Krajicek Jeevan Nedunchezhiyan | 6–2, 6–4       |
| 24 de setembro | Shenzhen Open Shenzhen, China ATP World Tour 250 US$ 800.320 – duro – 28S•16Q•15D                                            | Yoshihito Nishioka                     | Pierre-Hugues Herbert                 | 7–5, 2–6, 6–4  |
| 24 de setembro | Shenzhen Open Shenzhen, China ATP World Tour 250 US$ 800.320 – duro – 28S•16Q•15D                                            | Ben McLachlan · Joe Salisbury          | Robert Lindstedt Rajeev Ram           | 7–65, 7–64     |

#### Outubro
| Semana de     | Torneio | Campeão(s)                           | Vice-campeão(s)                     | Resultado       |
| ------------- | --- | ------------------------------------ | ----------------------------------- | --------------- |
| 1º de outubro | China Open Pequim, China ATP World Tour 500 US$ 4.658.510 – duro – 32S•16Q•16D•4QD                                        | Nikoloz Basilashvili                 | Juan Martín del Potro               | 6–4, 6–4        |
| 1º de outubro | China Open Pequim, China ATP World Tour 500 US$ 4.658.510 – duro – 32S•16Q•16D•4QD                                        | Łukasz Kubot Marcelo Melo            | Oliver Marach Mate Pavić            | 6–1, 6–4        |
| 1º de outubro | Rakuten Japan Open Tennis Championships Tóquio, Japão ATP World Tour 500 US$ 1.928.580 – duro (coberto) – 32S•16Q•16D•4QD | Daniil Medvedev                      | Kei Nishikori                       | 6–2, 6–4        |
| 1º de outubro | Rakuten Japan Open Tennis Championships Tóquio, Japão ATP World Tour 500 US$ 1.928.580 – duro (coberto) – 32S•16Q•16D•4QD | Ben McLachlan · Jan-Lennard Struff   | Raven Klaasen Michael Venus         | 6–4, 7–5        |
| 8 de outubro  | Rolex Shanghai Masters Xangai, China ATP World Tour Masters 1000 US$ 9.219.970 – duro – 56S•28Q•24D                       | Novak Djokovic                       | Borna Ćorić                         | 6–3, 6–4        |
| 8 de outubro  | Rolex Shanghai Masters Xangai, China ATP World Tour Masters 1000 US$ 9.219.970 – duro – 56S•28Q•24D                       | Łukasz Kubot Marcelo Melo            | Jamie Murray Bruno Soares           | 6–4, 6–2        |
| 15 de outubro | European Open Antuérpia, Bélgica ATP World Tour 250 € 686.080 – duro (coberto) – 28S•16Q•16D                              | Kyle Edmund                          | Gaël Monfils                        | 3–6, 7–62, 7–64 |
| 15 de outubro | European Open Antuérpia, Bélgica ATP World Tour 250 € 686.080 – duro (coberto) – 28S•16Q•16D                              | Nicolas Mahut Édouard Roger-Vasselin | Marcelo Demoliner Santiago González | 6–4, 7–5        |
| 15 de outubro | Intrum Stockholm Open Estocolmo, Suécia ATP World Tour 250 € 686.080 – duro (coberto) – 28S•16Q•16D                       | Stefanos Tsitsipas                   | Ernests Gulbis                      | 6–4, 6–4        |
| 15 de outubro | Intrum Stockholm Open Estocolmo, Suécia ATP World Tour 250 € 686.080 – duro (coberto) – 28S•16Q•16D                       | Luke Bambridge Jonny O'Mara          | Marcus Daniell Wesley Koolhof       | 7–5, 7–68       |
| 15 de outubro | VTB Kremlin Cup Moscou, Rússia ATP World Tour 250 US$ 936.435 – duro (coberto) – 28S•16Q•16D                              | Karen Khachanov                      | Adrian Mannarino                    | 6–2, 6–2        |
| 15 de outubro | VTB Kremlin Cup Moscou, Rússia ATP World Tour 250 US$ 936.435 – duro (coberto) – 28S•16Q•16D                              | Austin Krajicek · Rajeev Ram         | Max Mirnyi Philipp Oswald           | 7–64, 6–4       |
| 22 de outubro | Swiss Indoors Basileia, Suíça ATP World Tour 500 € 2.109.285 – duro (coberto) – 32S•16Q•16D•4QD                           | Roger Federer                        | Marius Copil                        | 7–65, 6–4       |
| 22 de outubro | Swiss Indoors Basileia, Suíça ATP World Tour 500 € 2.109.285 – duro (coberto) – 32S•16Q•16D•4QD                           | Dominic Inglot Franko Škugor         | Alexander Zverev Mischa Zverev      | 6–2, 7–5        |
| 22 de outubro | Erste Bank Open 500 Viena, Áustria ATP World Tour 500 € 2.788.570 – duro (coberto) – 32S•16Q•16D•4QD                      | Kevin Anderson                       | Kei Nishikori                       | 6–3, 7–63       |
| 22 de outubro | Erste Bank Open 500 Viena, Áustria ATP World Tour 500 € 2.788.570 – duro (coberto) – 32S•16Q•16D•4QD                      | Joe Salisbury Neal Skupski           | Mike Bryan Édouard Roger-Vasselin   | 7–65, 6–3       |
| 29 de outubro | Rolex Paris Masters Paris, França ATP World Tour Masters 1000 € 5.444.985 – duro (coberto) – 48S•24Q•24D                  | Karen Khachanov                      | Novak Djokovic                      | 7–5, 6–4        |
| 29 de outubro | Rolex Paris Masters Paris, França ATP World Tour Masters 1000 € 5.444.985 – duro (coberto) – 48S•24Q•24D                  | Marcel Granollers Rajeev Ram         | Jean-Julien Rojer Horia Tecău       | 6–4, 6–4        |

#### Novembro
| Semana de      | Torneio | Campeão(s)                                                                    | Vice-campeão(s)                                                                                     | Resultado            |
| -------------- | --- | ----------------------------------------------------------------------------- | --------------------------------------------------------------------------------------------------- | -------------------- |
| 5 de novembro  | Next Gen ATP Finals Milão, Itália Competição entre jovens promessas - exibição US$ 1.319.000 – duro (coberto) – 8S | Stefanos Tsitsipas                                                            | Alex de Minaur                                                                                      | 2–4, 4–1, 4–33, 4–33 |
| 12 de novembro | Nitto ATP Finals Londres, Reino Unido Torneio de fim de temporada US$ 8.255.000 – duro (coberto) – 8S•8D           | Alexander Zverev                                                              | Novak Djokovic                                                                                      | 6–4, 6–3             |
| 12 de novembro | Nitto ATP Finals Londres, Reino Unido Torneio de fim de temporada US$ 8.255.000 – duro (coberto) – 8S•8D           | Mike Bryan Jack Sock                                                          | Pierre-Hugues Herbert Nicolas Mahut                                                                 | 5–7, 6–1, [13–11]    |
| 19 de novembro | Copa Davis: final Lille, França – saibro (coberto) Competição de longa duração entre países – 16E                  | Croácia · Marin Čilić · Borna Ćorić · Ivan Dodig · Mate Pavić · Franko Škugor | França · Jérémy Chardy · Pierre-Hugues Herbert · Nicolas Mahut · Lucas Pouille · Jo-Wilfried Tsonga | 3–1                  |

## Prêmios em dinheiro
Em 24 de dezembro de 2018.
| #  | Jogador               | Simples        | Duplas      | Total          |
| -- | --------------------- | -------------- | ----------- | -------------- |
| 1  | Novak Djokovic        | US$ 15.934.672 | US$ 32.512  | US$ 15.967.184 |
| 2  | Alexander Zverev      | US$ 8.566.914  | US$ 139.384 | US$ 8.706.298  |
| 3  | Rafael Nadal          | US$ 8.663.347  | US$ 0       | US$ 8.663.347  |
| 4  | Roger Federer         | US$ 8.629.233  | US$ 0       | US$ 8.629.233  |
| 5  | Juan Martin del Potro | US$ 6.445.766  | US$ 40.485  | US$ 6.486.251  |
| 6  | Kevin Anderson        | US$ 5.457.699  | US$ 33.653  | US$ 5.491.352  |
| 7  | Marin Čilić           | US$ 5.187.148  | US$ 0       | US$ 5.187.148  |
| 8  | Dominic Thiem         | US$ 4.556.745  | US$ 67.901  | US$ 4.624.646  |
| 9  | John Isner            | US$ 4.046.875  | US$ 273.766 | US$ 4.320.641  |
| 10 | Kei Nishikori         | US$ 4.044.388  | US$ 4.867   | US$ 4.049.255  |

## Distribuição de pontos
A distribuição de pontos para a temporada de 2018 foi definida:
Os pontos na área de qualificatório de Grand Slam de duplas se aplica s ao Torneio de Wimbledon, que possui essa chave.
| Categoria                            | T      | F      | SF  | QF                                   | R16                                  | R32                                  | R64                                  | R128                                 | Q                                    | Q3                                   | Q2                                   | Q1                                   |
| ------------------------------------ | ------ | ------ | --- | ------------------------------------ | ------------------------------------ | ------------------------------------ | ------------------------------------ | ------------------------------------ | ------------------------------------ | ------------------------------------ | ------------------------------------ | ------------------------------------ |
| Grand Slam (S)                       | 2000   | 1200   | 720 | 360                                  | 180                                  | 90                                   | 45                                   | 10                                   | 25                                   | 16                                   | 8                                    | 0                                    |
| Grand Slam (D)                       | 2000   | 1200   | 720 | 360                                  | 180                                  | 90                                   | 0                                    | –                                    | 25†                                  | –                                    | –                                    | –                                    |
| ATP Finals (S/D)                     | 900+FG | 400+FG | FG  | Fase de grupos (FG): 200 por vitória | Fase de grupos (FG): 200 por vitória | Fase de grupos (FG): 200 por vitória | Fase de grupos (FG): 200 por vitória | Fase de grupos (FG): 200 por vitória | Fase de grupos (FG): 200 por vitória | Fase de grupos (FG): 200 por vitória | Fase de grupos (FG): 200 por vitória | Fase de grupos (FG): 200 por vitória |
| ATP World Tour Masters 1000 (96S)    | 1000   | 600    | 360 | 180                                  | 90                                   | 45                                   | 25                                   | 10                                   | 16                                   | –                                    | 8                                    | 0                                    |
| ATP World Tour Masters 1000 (56/48S) | 1000   | 600    | 360 | 180                                  | 90                                   | 45                                   | 10                                   | –                                    | 25                                   | -                                    | 16                                   | 0                                    |
| ATP World Tour Masters 1000 (32D)    | 1000   | 600    | 360 | 180                                  | 90                                   | 0                                    | –                                    | –                                    | –                                    | -                                    | –                                    | –                                    |
| ATP World Tour 500 (48S)             | 500    | 300    | 180 | 90                                   | 45                                   | 20                                   | 0                                    | –                                    | 10                                   | –                                    | 4                                    | 0                                    |
| ATP World Tour 500 (32S)             | 500    | 300    | 180 | 90                                   | 45                                   | 0                                    | –                                    | –                                    | 20                                   | –                                    | 10                                   | 0                                    |
| ATP World Tour 500 (16D)             | 500    | 300    | 180 | 90                                   | 0                                    | –                                    | –                                    | –                                    | 45                                   | –                                    | 25                                   | 0                                    |
| ATP World Tour 250 (56/48S)          | 250    | 150    | 90  | 45                                   | 20                                   | 10                                   | 0                                    | –                                    | 5                                    | –                                    | 3                                    | 0                                    |
| ATP World Tour 250 (32/28S)          | 250    | 150    | 90  | 45                                   | 20                                   | 0                                    | –                                    | –                                    | 12                                   | –                                    | 6                                    | 0                                    |
| ATP World Tour 250 (16D)             | 250    | 150    | 90  | 45                                   | 0                                    | –                                    | –                                    | –                                    | –                                    | –                                    | –                                    | –                                    |

† Aplicável somente ao Torneio de Wimbledon, que possui chave qualificatória de duplas.

## Prêmios
Os vencedores do ATP Awards de 2018 foram anunciados em dezembro.
- Jogador do ano:  Novak Djokovic;
- Dupla do ano:  Oliver Marach /  Mate Pavić;
- Jogador que mais evoluiu:  Stefanos Tsitsipas;
- Revelação do ano:  Alex de Minaur;
- Retorno do ano:  Novak Djokovic;
- Treinador do ano:  Marián Vajda ( Novak Djokovic).

- Esportividade Stefan Edberg:  Rafael Nadal;
- Humanitarismo Arthur Ashe:  Tommy Robredo;
- Excelência em mídia Ron Bookman:  Sue Barker.

Torneios do ano:
- ATP World Tour Masters 1000:  Indian Wells;
- ATP World Tour 500:  Queen's;
- ATP World Tour 250:  Estocolmo.

Favoritos do torcedor:
- Jogador:  Roger Federer;
- Dupla:  Bob Bryan /  Mike Bryan.